# 視床下部-下垂体-性腺軸

視床下部-下垂体-性腺軸

視床下部-下垂体-性腺軸（hypothalamic–pituitary–gonadal axis、HPG軸）とは、視床下部、脳下垂体、性腺の3つの内分泌腺を1つの組織と見立てたものである。これらの腺はしばしば協調して作用するので、生理学や内分泌学ではこれらを1つのシステムとして表現するのが便利であると考えられている。
HPG軸は生殖系や免疫系など、体のさまざまな機構の発達と制御に重要な役割を果たす。この軸が変動すると、各腺からのホルモン分泌が変化し、身体の局所的・全身的に多彩な影響を及ぼす。
この軸は動物の発育、生殖、老化を制御する。性腺刺激ホルモン放出ホルモン（GnRH）は、GnRHを発現する神経細胞によって視床下部から分泌される。脳下垂体前葉からは黄体形成ホルモン（LH）と卵胞刺激ホルモン（FSH）が分泌され、生殖腺からはエストロゲンとテストステロンが分泌される。
卵生生物（魚類、爬虫類、両生類、鳥類など）の雌では、HPG軸は一般的に視床下部-下垂体-性腺-肝臓軸（HPGL軸）と呼ばれる。肝臓では卵子の成長・発育に必要な卵黄タンパク質（ビテロゲニンなど）や絨毛タンパク質（コリオゲニンなど）の多くが合成される。
視床下部と下垂体が神経内分泌機能を制御する経路として、HPG軸、HPA軸、HPT軸の3経路がある。

## 各腺の位置と役割

男性のHPG調節、インヒビン/アクチビン系は、GnRH産生細胞上で同様の役割を果たしている。

視床下部は脳内にあり、GnRHを分泌する。GnRHは下垂体門脈系を経由して下垂体の前部を伝い、下垂体前葉の分泌細胞の受容体に結合する。GnRHの刺激に反応して、これらの細胞は黄体形成ホルモン（LH）と卵胞刺激ホルモン（FSH）を産生し血中に放出する。
この2つのホルモンは、生殖腺への伝達に重要な役割を果たしている。女性の場合、FSHとLHは主に卵巣を活性化してエストロゲンとインヒビンを産生させ、月経周期と卵巣周期を調節する。エストロゲンは視床下部でのGnRHの産生を抑制することでネガティブフィードバック機構を形成する。インヒビンは、GnRH産生細胞を正に刺激する末梢性の産生ホルモンであるアクチビンを抑制する作用がある。全身の組織でも産生されるフォリスタチンはアクチビンを抑制し、体の他の部位から軸を制御できるようにする。男性の場合、LHが精巣の間質細胞を刺激しテストステロンを産生させる一方、FSHは精子形成に関与し、エストロゲンは少量しか分泌されない。最近の研究では、大脳皮質が視床下部のGnRH産生を調節するための神経ステロイド軸の存在が明らかになってきた。
また、レプチンとインスリンは視床下部からのGnRH分泌を刺激し、グレリンは分泌を抑制する。キスペプチンもGnRHの分泌に影響を与える。

## 機能

### 生殖
最も重要な機能の1つは、排卵・月経周期を制御し生殖能力を調節することである。女性の場合、エストロゲン―黄体形成ホルモン間のポジティブフィードバックにより、卵巣内の卵胞が排卵に、子宮が着床に向けて準備される。卵子を放出し空になった卵胞嚢はプロゲステロンの分泌を開始し、視床下部と脳下垂体前葉を抑制しフィードバックを停止させる。妊娠した場合、胎盤がプロゲステロンの分泌を引き継ぎそれ以上の排卵を止める。妊娠しなかった場合、プロゲステロンの分泌が減少し視床下部がGnRHの分泌を再開する。これらのホルモン量は、排卵準備のための増殖期、排卵後の分泌期、妊娠しなかった場合の月経を引き起こす子宮（月経）周期も制御する。また、思春期に男女ともにHPG軸が活性化されると、第二次性徴が発現する。
男性でもGnRH、LH、FSHは同様に生産されるが、その作用は異なる。FSHは支持細胞を刺激してアンドロゲン結合タンパク質を放出させ、テストステロンの結合を促進する。LHは間質細胞に結合し、テストステロンを分泌させる。テストステロンは正常な精子形成に必要であり、視床下部を抑制する。インヒビンは造精細胞で産生され、アクチビンを不活性化することで視床下部を抑制する。思春期以降、これらのホルモンは比較的一定して分泌される。

### ライフサイクル
HPG軸の活性化と非活性化は、ライフサイクルの調節にも役立っている。出生時にはFSHとLHのレベルが上昇し、女性は一生分の原始卵母細胞を持って生まれる。その後FSHとLHのレベルは低下し、小児期を通して低い状態に保たれる。思春期になると、卵巣からエストロゲンが、精巣からテストステロンが分泌され、HPG軸が活性化される。この活性化により生理的、心理的な変化が生じる。女性の場合、一度活性化されたHPG軸は次第に調節が弱くなり、更年期を迎える。この調節不全は主に、エストロゲンを産生し正のフィードバックループを構成する卵母細胞が枯渇することに起因する。HPG軸の活動は数年かけて低下し、最終的に生殖能力を失う。
男性は死ぬまで生殖能力を維持するが、HPG軸の活動は低下していく。加齢に伴い精巣からのテストステロンの分泌量が減少し、LOH症候群と呼ばれる状態になる。テストステロン減少の原因は不明で、現在の研究テーマとなっている。この状態では、筋肉量の減少、内臓脂肪量の増加、性欲減退、インポテンツ、注意力の低下、骨折リスクの増加、精子形成異常などが進行する。

### 性的二形と行動
性ホルモンは脳の構造と機能に影響し、結果として行動にも影響する。発育過程において、ホルモンは神経細胞のシナプス形成や移動を決定し、その結果性的二形が生じる。この身体的差異が男女の行動の違いに繋がる。GnRHの脳の構造と機能に対する直接の影響は示されていないが、ゴナドトロピン、性ホルモン、アクチビンの影響は示されている。FSHは、脳の発達と分化に重要な役割を果たしていると考えられている。
テストステロン濃度は向社会的行動に関係すると示されており、神経突起の発達と移動を促進することでシナプス形成を助ける。アクチビンは生涯を通じて神経の可塑性を維持し、末梢神経細胞の神経伝達物質を調節する。また、環境もホルモンと行動の相互作用に影響を与える。

## 臨床的意義

### 疾患
世界保健機関はHPG軸の障害を以下のように分類している。
- 排卵障害グループI：視床下部-下垂体障害
- 排卵障害グループII：視床下部-下垂体機能不全 ― 排卵障害の原因として最多であり、中でも多嚢胞性卵巣症候群（PCOS）が多い[14]。

#### 遺伝子変異
HPG軸は遺伝子変異や染色体異常によって変化する。単一の突然変異は、通常、ホルモンと受容体の結合能力の変化をもたらし、不活性化または過剰活性化を引き起こす。これらの変異は、GnRH、LH、FSHをコードする遺伝子やそれらの受容体に起こる。影響を受けた受容体によって異なる作用が生じるが、いずれもHPG軸を変化させる。
例えば、男性にGnRHをコードする遺伝子の変異があると、性腺機能低下症になる可能性がある。LH受容体の機能が亢進すると精巣中毒症として知られる状態になり、2-3歳で思春期を迎える。逆にLH受容体の機能が失われると、男性の仮性半陰陽の原因となる。女性の場合も同様の影響がある。ホルモンをコードする遺伝子の変異の場合には、ホルモン補充により思春期を開始、継続できる。染色体の変異は、HPG軸ではなくアンドロゲン産生に影響を与える傾向がある。

### 抑制
HPG軸はホルモン避妊薬の投与によって抑制できる。これは一般に妊娠状態を模倣して妊娠を防ぐものと説明されるが、正確には女性の生理周期の黄体期を模倣してHPG軸に働きかけ効果を発揮するものであり、主な有効成分は生体内のプロゲステロンを模倣したプロゲスチンである。プロゲスチンは視床下部からのGnRHの放出と下垂体からのLHおよびFSHの放出を妨げ、これにより卵巣周期が月経期に入るのを妨げ、卵胞の発育と排卵を阻止する。結果として、副作用の多くは妊娠中の症状に似たものとなる。また、アルツハイマー病にはホルモンの影響があることが判っており、その予防法としても期待されている。性ホルモンを利用した男性避妊も同様のアプローチである。
HPG軸は、GnRH遮断薬やGnRH作動薬の連続投与によっても抑制でき、例えば以下のような応用が可能である。
- 乳癌を制御するため、乳癌細胞を刺激する可能性のあるエストロゲンの体内での生成を防ぐ卵巣抑制が行われる。これは一般的にGnRH作動薬を継続的に投与することで行われる。
- 体外受精における過排卵誘起（英語版）の一環として、卵胞採取前に自然な排卵が行われることを防ぐため排卵抑制が行われる。

### 刺激
排卵誘発は通常、最初にクエン酸クロミフェンやレトロゾールなどの抗エストロゲン薬を投与し、下垂体への負のフィードバックを減少させてFSHを増加させ、卵胞形成を増加させる目的で行われる。無排卵の主な初期治療法である。

## 環境因子
環境はHPG軸に大きな影響を与える。例えば、摂食障害の女性は希発月経や続発性無月経を患う。これは、神経性食欲不振症や過食症で飢餓状態になるとHPG軸が不活性化し、排卵や生理周期が停止するためである。ストレス、運動、減量などもこれらの症状と関連する。男性も同様に、ストレスが勃起不全の原因になるなど、環境要因が影響を与える。胎児期のアルコール曝露は胎児の発育を調節するホルモンに影響を与え、胎児性アルコール症候群を引き起こすことがある。

## 比較解剖学
HPG軸は動物界で高度に保存されている。生殖パターンが異なる動物間でも、同じ身体構成要素と制御機構が用いられている。ホルモンも基本的には同じだが、進化の過程で多少の変更点がある。多くの研究を動物モデルを用いて行えるのも、動物と人間の制御機構がほぼ同じであるためである。ヒトは隠蔽排卵を行う唯一の種であるが、これはHPG軸ではなくホルモンの作用の違いによるものである。